# Hyriée
Pour l’article ayant un titre homophone, voir Hyrié.
Dans la mythologie grecque, Hyriée est le fils de Poséidon et d'Alcyone, frère de Hypérénor, Anthas et d'Éthuse. Il est marié à la nymphe Clonia qui lui donne trois fils : Nyctée, Lycos et Orion (même si cette tradition de l'origine d'Orion est minoritaire).
Il est le fondateur de Hyrie.

## Sources
- Pseudo-Apollodore, Bibliothèque [détail des éditions] [lire en ligne] (III, 10, 1).